# Loubí (hrad)
Hrad u Loubí je zaniklý hrad, který stával nad Loubským dolem východně od vesnice Loubí u Holan v okrese Česká Lípa. Nezachovaly se o něm žádné písemné prameny, ale podle nálezů keramiky byl založen ve druhé polovině třináctého století a zanikl na počátku století čtrnáctého. Dochovaly se z něj zejména terénní relikty opevnění.

## Historie
O hradě se nedochovaly žádné písemné zprávy, a neznáme ani jeho jméno. Jeho pozůstatky objevil Petr Randus v roce 1988 při ověřování existence jakéhosi Pustého zámečku (Wüste Schlössel) zmiňovaného roku 1886. Zlomky keramiky nalezené při povrchovém sběru v roce 1991 umožnily datování existence hradu do druhé poloviny třináctého století s mírnými přesahem do století čtrnáctého.

## Podoba
Staveništěm hradu se stala pískovcová ostrožna, jejíž závěr je oddělen ve skále vytesaným příkopem. Hrad byl pravděpodobně jednodílný, ale je možné, že před příkopem se nacházelo předhradí, jehož pozůstatky zanikly v důsledku zemědělského využívání předpolí hradu. Na severní straně předpolí se nachází okrouhlá prohlubeň nejasného původu. Za příkopem je patrný náznak valu, ale v samotném jádře se nedochovaly žádné pozůstatky zástavby a existenci dřevěných staveb dokládají pouze nálezy mazanice.